# Criorhina mystaceae
Criorhina mystaceae är en tvåvingeart som beskrevs av Charles Howard Curran 1925. Criorhina mystaceae ingår i släktet pälsblomflugor, och familjen blomflugor. Inga underarter finns listade i Catalogue of Life.